# Rehden
Rehden ist eine Gemeinde und der Sitz der Samtgemeinde Rehden im niedersächsischen Landkreis Diepholz. Überregionale Bedeutung hat Rehden durch den unterirdischen Gasspeicher Rehden, der mit 3,9 Mrd. m³ der größte Westeuropas ist.

## Geographische Lage
Rehden liegt nördlich des Naturparks Dümmer und des Rehdener Geestmoors und südlich des Naturparks Wildeshauser Geest. Es befindet sich zwischen Bremen im Norden und Osnabrück im Südwesten sowie östlich von Diepholz und westlich des Kellenbergs. Die Gemeinde gliedert sich in Lohaus, Düversbruch (siehe Jochen-Hilmar von Wuthenau) und Rehdener-Fladder.
Die Naturschutzgebiete Rehdener Geestmoor und Rehdener Geestmoor-Regenerationsgebiet im Süden der Gemeinde sind zusammen ca. 1800 ha groß.

## Klima
In Rheden herrscht ein durch feuchte Nordwestwinde von der Nordsee beeinflusstes gemäßigtes Seeklima mit milden Wintern, warmen Sommern und ganzjährig gleichmäßig verteilten, mäßigen Niederschlägen. Die Sommer sind häufig trocken und sonnig, während im Winter gelegentlich Schnee fällt.
Im Jahre 2023 betrug die durchschnittliche Temperatur 11,2 °C. Sie ist tendenziell steigend. Sie betrug in den letzten zehn Jahren durchschnittlich 10,6 °C und in den letzten 100 Jahren waren es durchschnittlich 9,2 °C.
Zwischen Mai und August kann mit durchschnittlich 20–25 Sommertagen (klimatologische Bezeichnung für Tage, an denen die Maximaltemperatur 25 °C übersteigt) gerechnet werden.
Es gibt je nach Messmethode und Definition durchschnittlich etwa 1627–2275 Sonnenstunden pro Jahr.
Es fällt jährlich ca. 700 mm Niederschlag.

## Geschichte
Der Ort Rehden ist sehr alt; denn bereits in der Zeit von 854 bis 877 hatte hier ein Edler namens Belo Besitz. Auch das Kloster Corvey unterhielt in sehr früher Zeit in diesem Raum Stellen. In alten Urkunden wird Rehden im 9. und 11. Jahrhundert Redun, in den späteren Jahrhunderten stets Rehden geschrieben. Der Name Rehden ist aus dem altniederdeutschen „hriod“ und dem mittelniederdeutschen „red“ – das heißt Ried, Schilf oder Röhricht – abzuleiten. Zwischen 1238 und 1250 wird Rehden unter den Ortschaften genannt, aus denen das Stift Osnabrück Bezüge erhielt. Im Zusammenhang mit Rehden werden auch die Edlen Herren Otto und Burchard zu Diepholz erwähnt.

## Politik

### Gemeinderat
Der Gemeinderat setzt sich aus 13 (+2) Ratsfrauen und Ratsherren zusammen.
- Wählergemeinschaft Rehden (WGR): 10 Sitze (+1)
- Sozialdemokratische Partei Deutschlands (SPD): 3 Sitze (+1)

(Stand: Kommunalwahlen in Niedersachsen 2021) (in Klammern Änderung gegenüber 2016)
Ehrenamtlicher Bürgermeister der Gemeinde Rehden ist seit dem 22. November 2021 Heino Mackenstedt.
Gemeindedirektor ist Samtgemeindebürgermeister Magnus Kiene.

### Wappen
Die Gemeinde Rehden führt kein eigenes Wappen. Üblicherweise wird das Wappen der Samtgemeinde Rehden verwendet.

## Kultur und Sehenswürdigkeiten

### Bauwerke

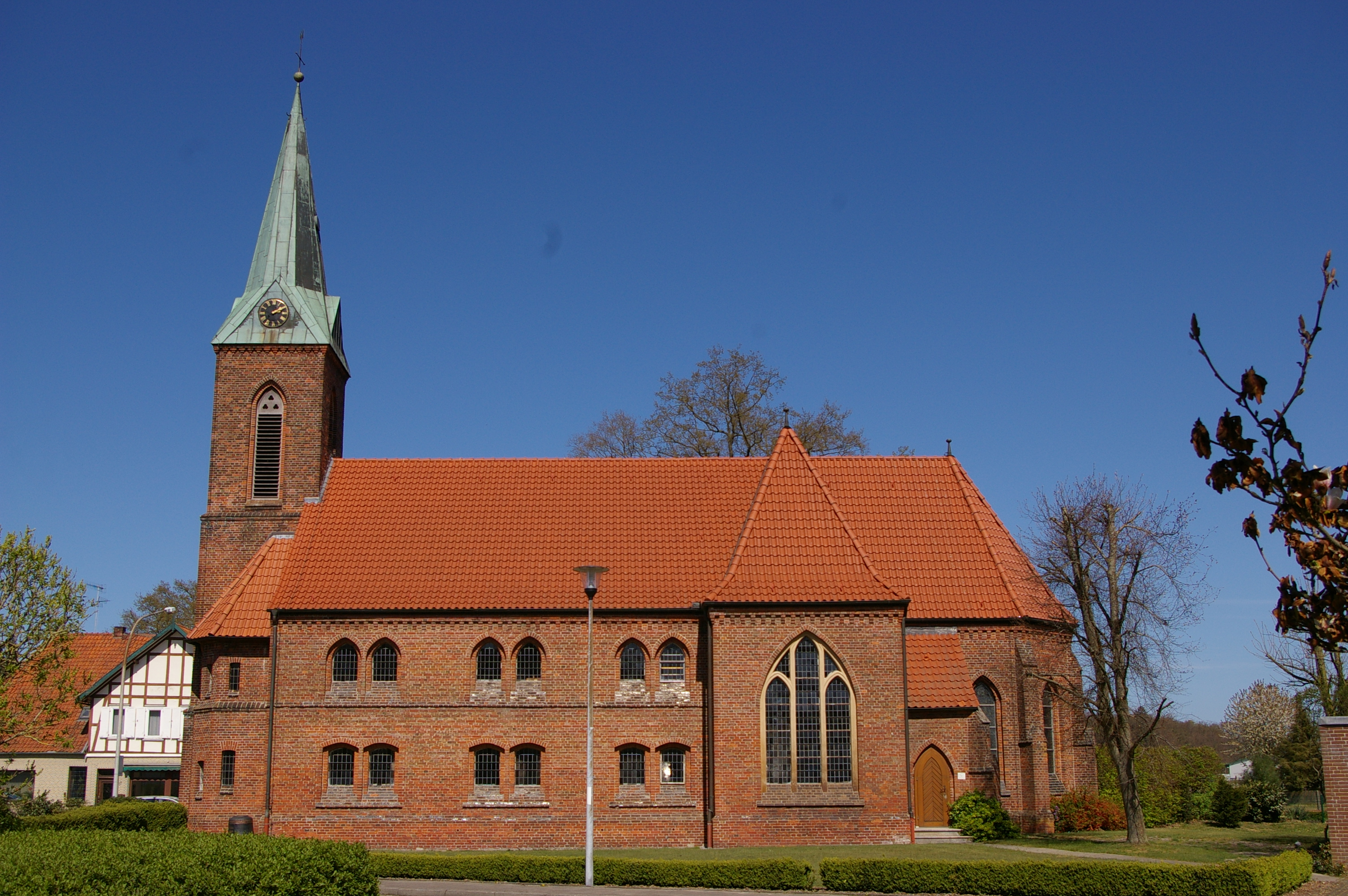
Kirche Zum Guten Hirten

- Evangelisch-lutherische Kirche Zum Guten Hirten.

### Infrastruktur
- Chöre: Gemischt for fun, Shanty-Chor und Posaunenchor
- Plattdeutsche Bühne Rehden mit jährlichen Theaterstücke
- Archiv der Samtgemeinde Rehden am ehemaligen Sportplatz
- Grundschule in Rehden mit Außenstelle in Wetschen
- Oberschule Schule am Geestmoor in Trägerschaft des Landkreises Diepholz in Rehden.
- Kindertagesstätte Purzelbaum der DRK
- Ärztezentrum mit Apotheke, Physiotherapie und Reha
- Außenstelle der DRK-Rettungswache Diepholz
- Seniorenzentrum der Gemeinde
- Ambulante Pflegestation des DRK
- Örtliche Freiwillige Feuerwehr mit Jugend- und Kinderfeuerwehr
- Evangelische Kirchengemeinde Zum guten Hirten – Rehden-Hemsloh mit der Kirche in Rehden an der B 214

### Sport

#### Fußball
Der Fußballverein BSV SW Rehden spielte ab der Saison 2012/13 bis zum Sommer 2023 in der viertklassigen Regionalliga Nord, anschließend erfolgte der Abstieg in die Fußball-Oberliga Niedersachsen. Die Heimspiele werden im Stadion Waldsportstätten (4350 Plätze) in Rehden ausgetragen.

#### Sonstiges
Auf den Waldsportstätten befinden sich ein Streetbasketballfeld, eine Skateranlage, sowie ein Kleinsportfeld.
Eine Dreifeldsporthalle an der Dickeler Straße steht allen Vereinen zur Verfügung.
- Outdoor Fitnessparcour mit Boule-Bahn beim Schießstand
- Schützenverein Rehden von 1924

## Wirtschaft und Verkehr

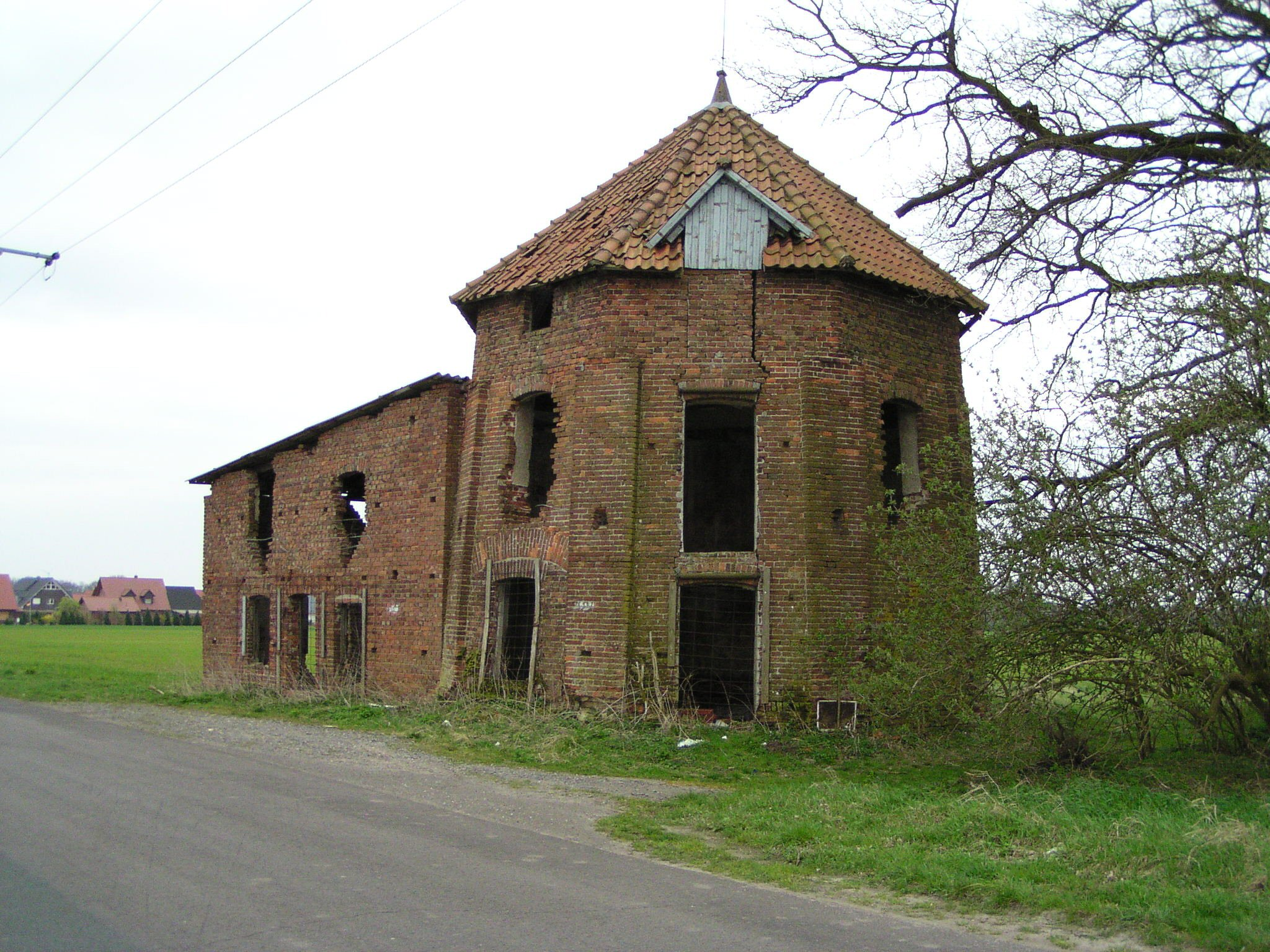
Mühle Wähaus, die um 2016 abgerissen wurde.

Die für den täglichen Bedarf erforderlichen Einrichtungen und Geschäfte zur Deckung des Grundbedarfs der Bevölkerung sind in der Gemeinde Rehden vorhanden. Auch die Ausstattung mit Handels- und Dienstleistungseinrichtungen entspricht dem derzeitigen Bedarf.
In Rehden finden jährlich zwei Märkte statt, der Frühjahrsmarkt und der Rehdener Herbstmarkt Anfang Oktober.
Die Gebäude und das Gelände einer früheren Munitionsanstalt (Muna) nutzt heute die BTR-Logistik, ein Unternehmen für Fahrzeugtransporte. In den letzten Jahren haben sich weitere Unternehmen im Bereich der Metallverarbeitung, des Kfz-Gewerbes, der Rohrtechnik und der Lebensmittelbranche im Gewerbegebiet an der B 214 angesiedelt.

### Erdgasspeicher

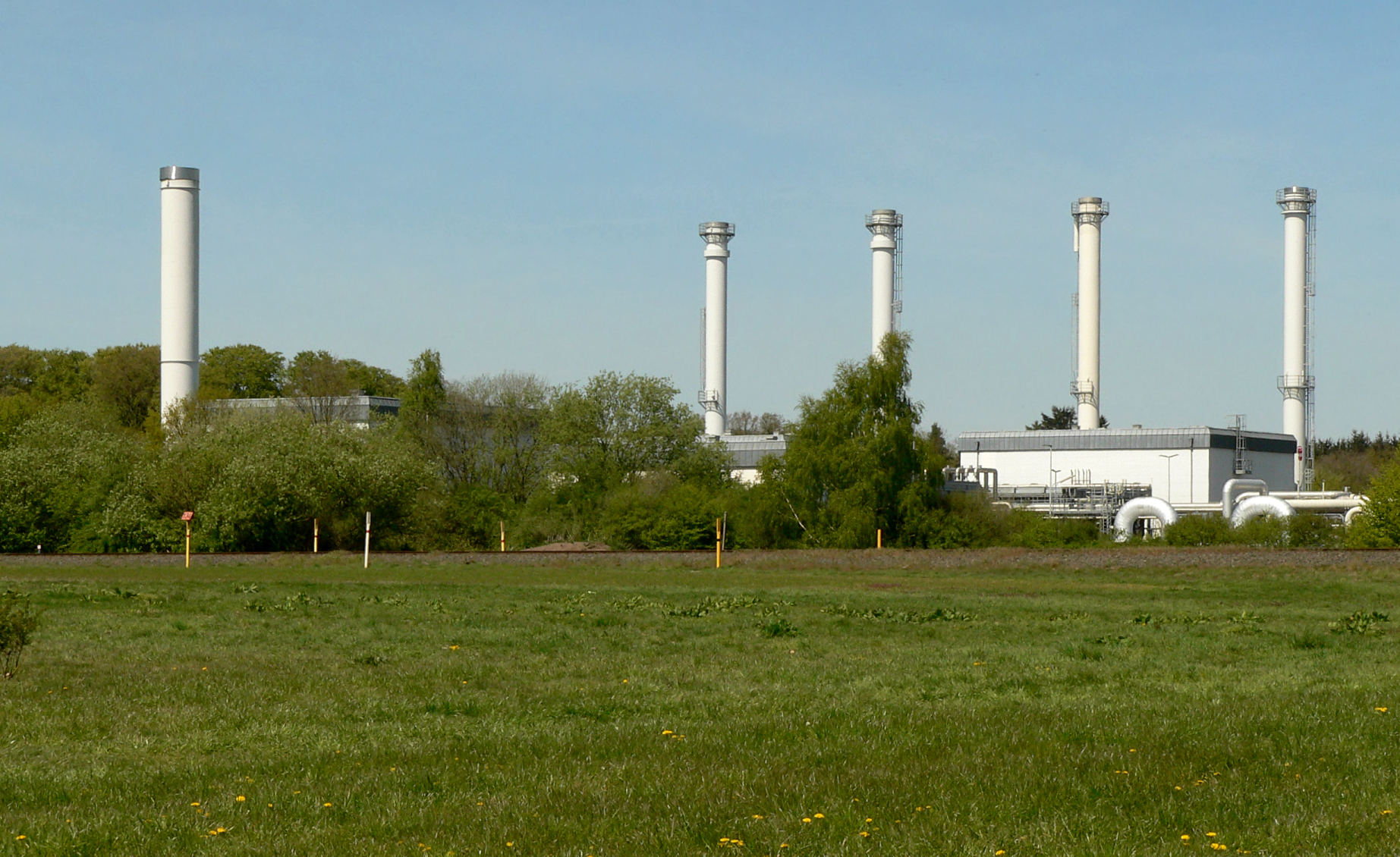
Obertägige Anlagen des Erdgasspeichers Rehden

Der Erdgasspeicher (Untergrundspeicher) Rehden der Firma Wingas ist der größte Untergrundspeicher Westeuropas. Es handelt sich um einen Porenspeicher, der in 2000 m Tiefe auf einer Fläche von acht Quadratkilometern bis zu 4,2 Mrd. m3 Erdgas speichern kann. Zuvor handelte es sich dabei um eine natürliche Erdgaslagerstätte. Nachdem die Förderung eingestellt worden war, erfolgte 1993 die Inbetriebnahme als Speicher. Für die Energieversorgung Deutschlands spielt der Speicher eine zentrale Rolle. Er verfügt über ein Fünftel des gesamten in Deutschland vorhandenen Lagerplatzes.

### Verkehr
Durch die Bundesstraße 214 (Lingen–Diepholz–Nienburg) und die Bundesstraße 239 (Rehden–Wagenfeld–Herford–Detmold–Höxter) sowie mehrere Landes- und Kreisstraßen ist das Gemeindegebiet an das regionale und überörtliche Verkehrsnetz angebunden. Über die B 214 erreicht man die 25 km entfernte Anschlussstelle der A 1 in Holdorf. Eine Gütereisenbahnlinie (Diepholz–Sulingen) läuft durch die Gemeinde. Diese wird in den letzten Jahren wieder verstärkt für Auto- und Chemikalientransporte bis zur ehemaligen Muna (heute Logistikfirma) genutzt.
Die Eisenbahnstrecke VzG 1744 führt von Nienburg (Weser) (km 0,00) nach Sulingen (km 29,9) nach Diepholz (km 61,5). Bei km 55,1 ist die ehemalige Munitionsanstalt, Betriebsstelle Rehden-Wetschen und bei km 53,0 der Erdgasspeicher an der Vzg-Strecke 1744.

## Persönlichkeiten
- Walter Steffens (* 1908 in Rehden; † 2006 in Barnstorf), Kunstturner und Olympiasieger